# پیشینه زبان مغولی در ایران

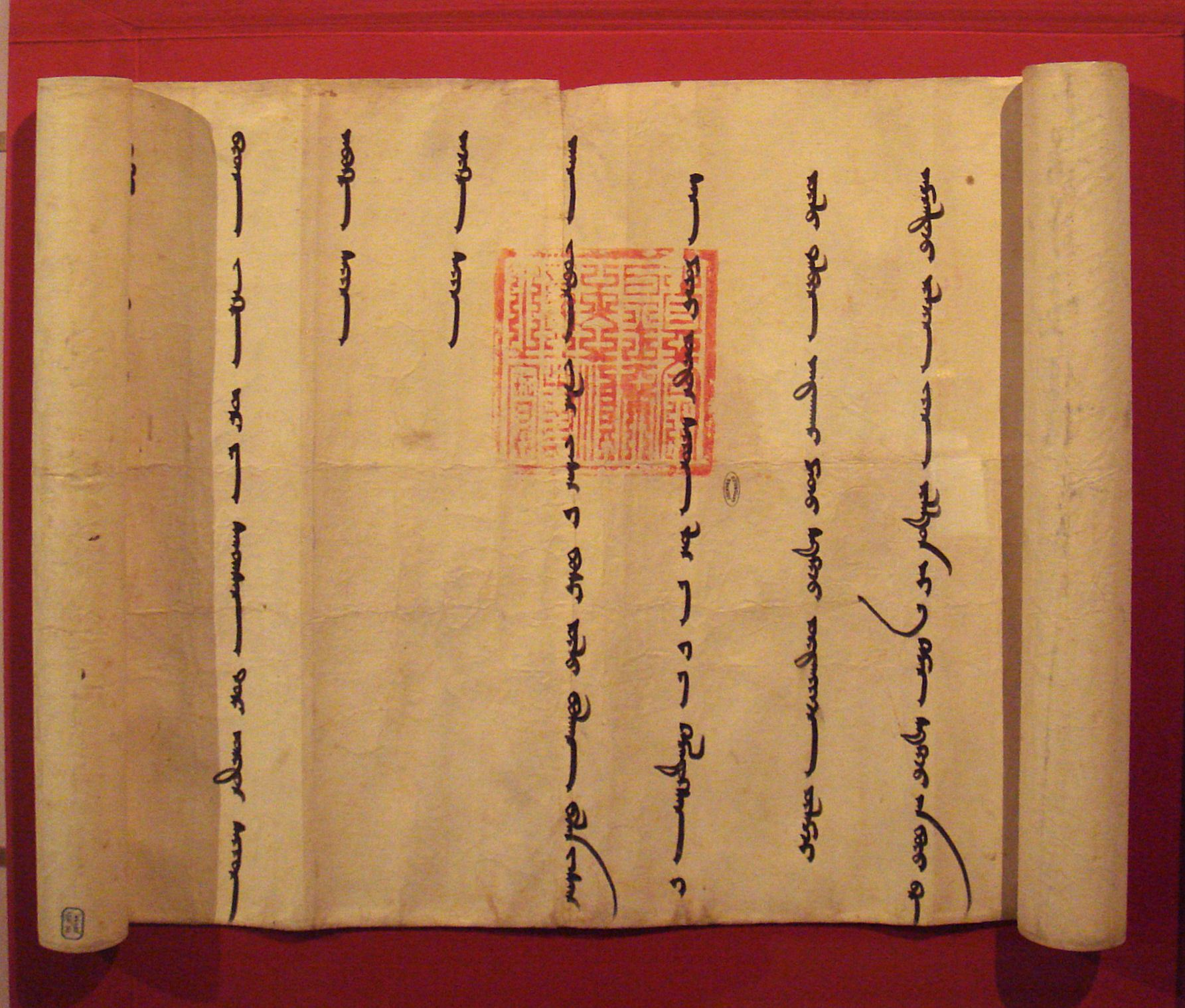
نامه اولجایتو به فیلیپ چهارم، پادشاه فرانسه

ورود زبان مغولی به ایران همزمان بود با آغاز تهاجم چنگیز خان به قلمروی خوارزمشاهیان در سال ۶۱۶ ه‍.ق (۱۲۱۹ م). کمتر از نیم سده بعد و با استقرار ایلخانان، زبان مغولی که زبان مادری آنان و بخشی از نیروی نظامی‌شان بود در ایران تثبیت گردید. اگرچه شواهدی از تداوم این زبان در ایران تا میانه دوره صفوی نیز وجود دارد، برخی پژوهشگران باور دارند که از سال‌های پایانی حکومت ایلخانان، زبان مغولی در ایران زبانی مرده محسوب می‌شده است. مغولی مورد استفاده در ایران از نوع «مغولی میانه» به‌حساب می‌آمد.
برخی شواهد مبنی بر تداوم پیدا کردن زبان مغولی در ایران پس از فروپاشی حکومت ایلخانان عبارت‌اند از:
- محبوبیت سرودهای مغولی در دربار تیمور و وجود عبارت مغولی üge manu (سخن ما) بر برخی سکه‌های او.[یادداشت ۱][۶] علاوه بر این‌ها، ابن عربشاه نوشته که تیمور از زبان مغولی آگاهی داشت.[۹]
- وجود وام‌واژه‌های مغولی تازه‌ای در نوشته‌های مورخانی به‌مانند عبدالرزاق سمرقندی، نظام‌الدین شنب غازانی و معینی نطنزی که در میان وام‌واژه‌های مغولی آثار کهن‌تر نظیر تاریخ جهانگشای عطاملک جوینی و جامع‌التواریخ فضل‌الله همدانی شناخته نشده‌اند.[۶]
- جینگ‌تای، یکی از امپراتوران مینگ چین، در سال ۱۴۵۳ م نامه‌ای به دو زبان چینی و مغولی، خطاب به یکی از حکام لار نوشت که آن نامه امروزه در کاخ‌موزه توپقاپی‌سرای نگهداری می‌شود. وجود این نامه نشانه آشنایی با زبان مغولی در جنوب ایران آن زمان است.[۱۰]

زوال زبان مغولی در ایران ناشی از آمیختگی مغولان با اقوام ساکن ایران در طی چند نسل بود. این آمیختگی با ترک‌ها بیش از سایرین بود. در حقیقت با غلبه اسلام به‌عنوان دین مغولان ایران در زمان غازان خان، اختلاف مذهبی میان مغول‌ها و ترک‌ها در ایران از میان رفت و سبب تسهیل آمیختن این دو قومیت شد. همچنین وجود اشتراکات تاریخی و فرهنگی بیشتر میان دو قوم مذکور در مقایسه با سایر اقوام ایران، از دیگر دلایل آمیختگی بیشتر بین آن‌ها بود.
به‌عنوان یکی از اشارات متأخر به کاربرد زبان مغولی در ایران، اولیا چلبی، جهانگرد نامدار اهل عثمانی، هنگام بازدید از نخجوان در سال ۱۰۵۷ ه‍. ق، در توصیف زبان‌های مورد اهالی شهر نخجوان از گروهی از مردم با عنوان «شاعرانِ عارف و ظریفانِ ندیم» یاد می‌کند که به زبان‌های پهلوی (آذری کهن) و مغولی سخن می‌گفتند. چلبی، این دو زبان را باستانی خوانده و آن‌ها را متمایز از زبان‌های مورد کاربرد در میان عامه مردم نخجوان معرفی کرده است.

## آثار

### سکه‌ها
سکه‌ها ازجمله مهم‌ترین شواهد برجای‌مانده از زبان مغولی در ایران هستند. تا اواخر حکومت اباقا خان، ایلخانان استاندارد خاصی برای ضرب سکه نداشتند و هر ایالت سبک خاصی برای ضرب سکه داشت. نخستین کوشش برای یکسان‌سازی مسکوکات، همان زمان و با ترویج سکه‌های مغولی-عربی صورت گرفت. سکه‌های مذکور نخستین‌بار در سال ۶۷۴ ه‍.ق (۱۲۷۵ م) در تبریز ضرب شدند و در ابتدا نیز تنها سکه محلی تبریز محسوب می‌شدند، اما در طول دو دهه بعد از این تاریخ، به‌تدریج ضربشان در بیشتر ایران رواج یافت و در زمان غازان خان همه‌گیر شد. جانشین غازان، اولجایتو، ضرب این نوع سکه را ادامه نداد و سکه‌ها از آن زمان تا پایان دوره ایلخانان، در بیشتر موارد تنها شامل عبارات عربی بودند. در مواردی در عهد ابوسعید و ایلخانان رقیب، صورت مغولی نام ایلخان با خط اویغوری در بین نوشته‌های عربی سکه‌ها ثبت می‌گردید. سکه‌هایی در گنجه به‌تاریخ سال ۶۵۵ ه‍.ق با یک رویه به زبان مغولی و خط اویغوری ضرب شدند.

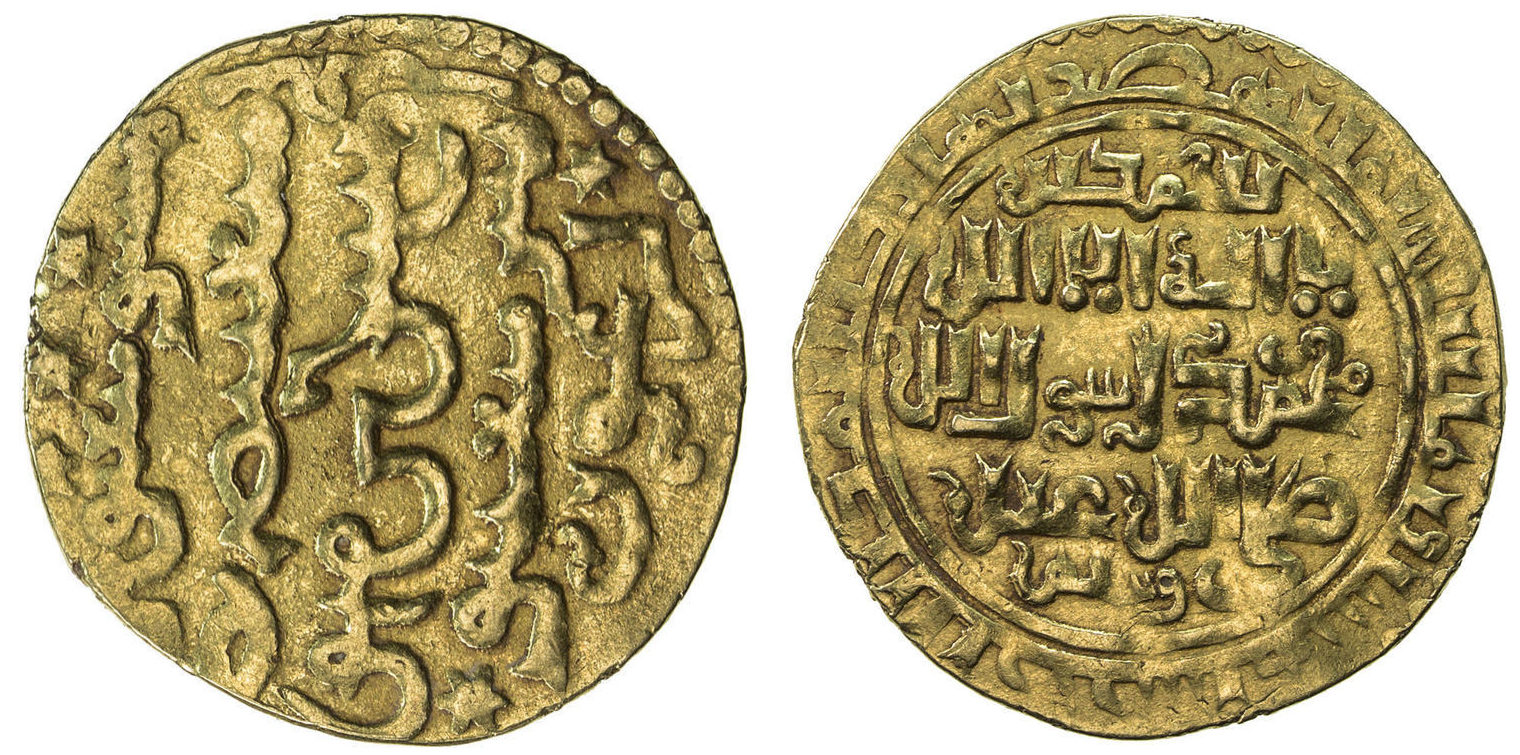
سکه ضرب تبریز از دوره ارغون خان به‌تاریخ سال ۶۸۶ ه‍.ق. پشت سکه، نام ارغون با دو خط اویغوری و عربی ثبت شده است.
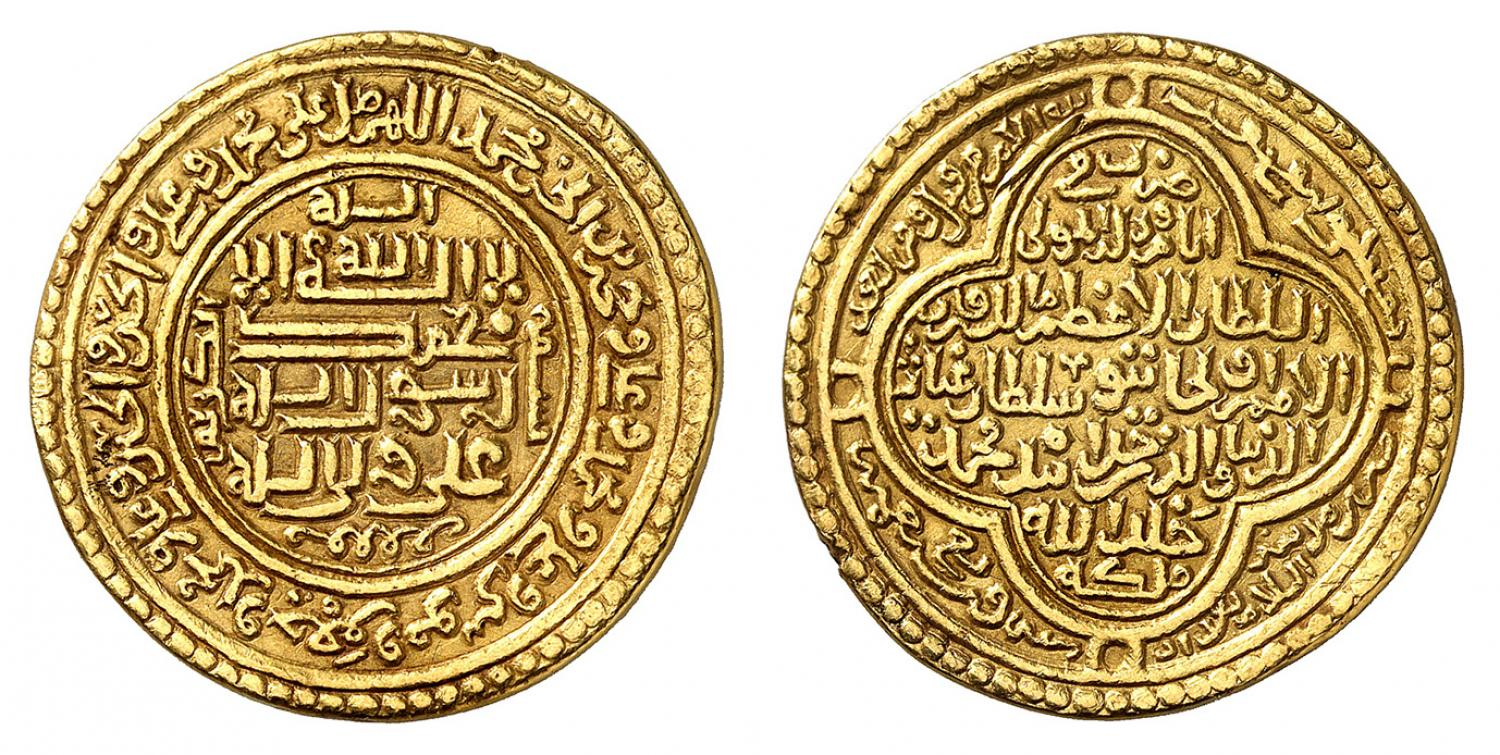
سکه ضرب بغداد از دوره اولجایتو به‌تاریخ سال ۷۰۹ ه‍.ق. کتیبه مغولی، پشت سکه، حاشیه بالا، سمت راست قرار دارد.[یادداشت ۲]
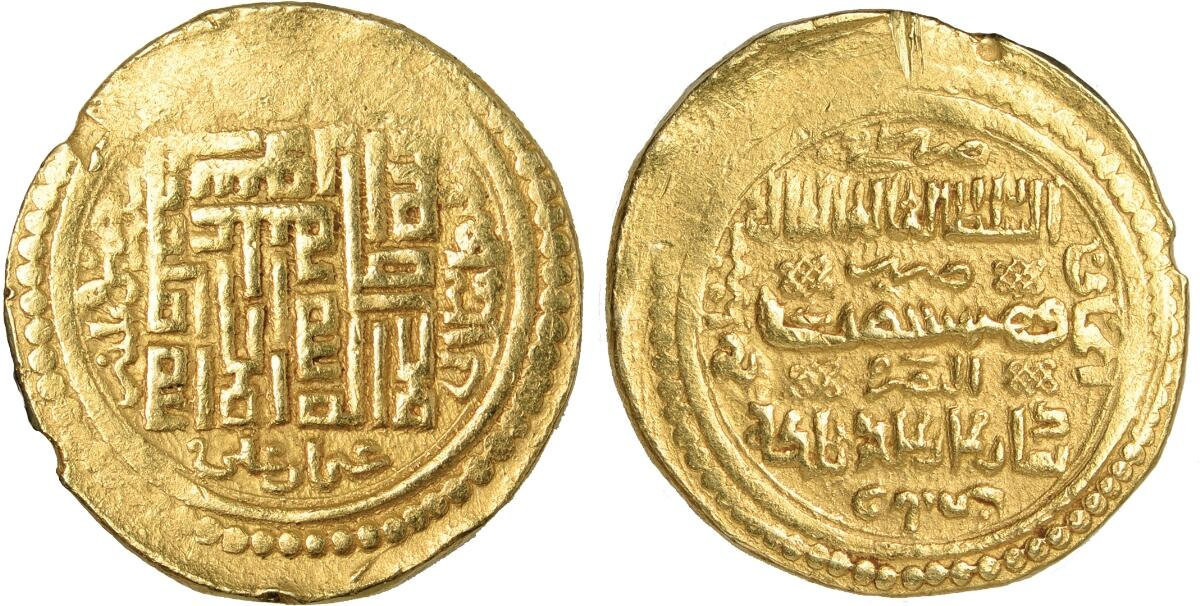
سکه ضرب بصره از دوره ابوسعید به‌تاریخ سال ۷۳۵ ه‍.ق. نام سلطان به‌صورت مغولی «Busayid / ᠪᠤᠰᠠᠶᠢᠳ» ثبت شده است.

### پایزه‌ها
پایزه، پائزه یا پاییزه، لوح کوچک و قابل‌حملی بود که بسته به نوع و درجه آن، از موادی چون طلا، نقره و چوب ساخته می‌شد. از پایزه‌ها به‌عنوان نشان ابلاغ مأموریت، معرفی‌نامه شغلی و نیز نشان افتخار استفاده می‌کردند. مغولان بهره‌گیری از پایزه را از حکومت‌های شمال چین (ختا) فرا گرفتند. پایزه‌های دوره ایلخانی دارای نوشته‌هایی به زبان مغولی و خط اویغوری بودند.
امروزه تنها دو نمونه پایزه ایلخانی باقی‌مانده که در موزه ملی ایران و موزه بنیاد مستضعفان نگهداری می‌شوند. هر دو نمونه نیز با توجه به کتیبه‌هایشان به زمان زمامداری ابوسعید بهادرخان تعلق دارند.

### کتاب‌ها
رشیدالدین فضل‌الله همدانی در نوشتن بخش تاریخ مغول از کتاب جامع‌التواریخ، از کتابی به زبان مغولی با نام آلتان دبتر (کتاب زرین) استفاده کرده است. به‌گفته وی، این کتاب به‌صورت برگ‌های پراکنده در خزانه شاهی نگهداری می‌شد. از کتابی که رشیدالدین به آن اشاره دارد امروزه اثری باقی نمانده است. هنگام تکمیل نسخه فارسی کتاب جامع‌التواریخ، ترجمه‌هایی از آن به عربی، ترکی و مغولی نیز صورت گرفت. بااین‌حال امروزه به‌جز بخشی از جلد دوم نسخه عربی، از آن ترجمه‌ها چیز دیگری باقی نمانده است. امروزه یک متن چند خطی دربارهٔ وصیت قوبلای قاآن در کتابخانه دانشگاه استانبول نگهداری می‌شود که گمان می‌رود به دوره تیموری تعلق داشته باشد. این متن شامل دو بخش با محتوایی یکسان است؛ یکی به زبان مغولی میانه و خط فاگس‌پا، و دیگری به زبان پیش-جغتایی و خط اویغوری. متن مذکور به‌احتمال زیاد برگرفته از یک نسخه کهن‌تر و مفصل‌تر است. از شعر مغولی در ایران، تنها سه سطر به خط اویغوری، متشکل از چهار مصراع از شخصی با نام محمد سمرقندی در قالب رباعی به‌جامانده، که در سال ۷۲۴ ه‍.ق بر نسخه‌ای از تاریخ جهانگشای جوینی آمده:
لاتین‌نویسی متن مغولی:
bilig nigen dalai buyu
göγar tendeče qariyu
bilgün yosuni
biligtü kümün medeyü
ترجمه فارسی:
دانش یک دریاست
گوهر در برابرش عقب می‌کشد
قانون دانش را
مرد خردمند می‌داند

### اسناد دولتی
از اشارات موجود در منابع دوره ایلخانی پیداست که از زبان مغولی و خط اویغوری برای ثبت تعدادی از اسناد و نامه‌های دولتی استفاده می‌کرده‌اند. چند نمونه از این اسناد امروزه همچنان موجود هستند. نامه‌هایی که ایلخانان برای پادشاهان اروپای غربی و پاپ‌ها به‌عنوان بخشی از کوشش‌ها برای تشکیل اتحاد فرانک و مغول می‌فرستادند، به‌طور انحصاری به زبان مغولی و خط اویغوری بود و همراه آن ترجمه‌ای به زبان لاتین نیز برای فهم طرف اروپایی فرستاده می‌شد. نامه‌ها و فرمان‌های لشکری و نظامی نیز به ترکی و مغولی صادر می‌شدند.

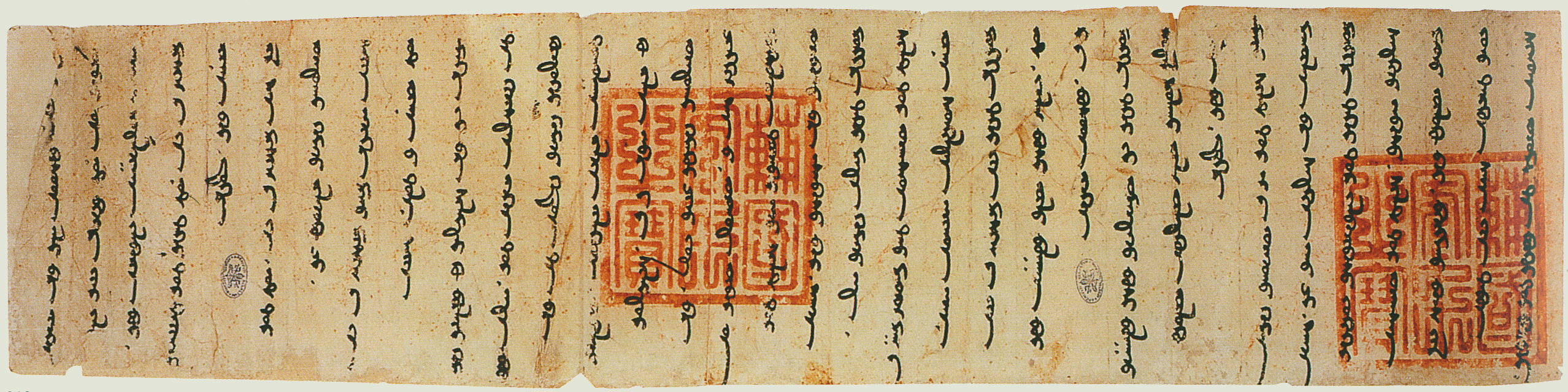
نامه ارغون خان به پاپ نیکلاس چهارم

در سال ۱۹۳۶ پل پلیو، خاورشناس فرانسوی، سه سند ایلخانی موزه ایران باستان که به زبان مغولی و خط اویغوری بودند در کتاب آثار ایران معرفی کرد. این سه سند بین سال‌های ۱۹۴۸ تا ۱۹۵۳ توسط فرانسیس وودمن کلیوز، تاریخ‌نگار و زبان‌شناس آمریکایی بررسی و ترجمه شدند. یکی از این اسناد که با نام فرمان ابوسعید بهادرخان به خانواده شیخ زاهد گیلانی شناخته می‌شود، مفصل‌ترین و همچنین مهم‌ترین سند به‌لحاظ تاریخی است. واپسین سند مغولی مفصل شناخته‌شده در ایران، فرمانی از شیخ اویس جلایر به‌سال ۷۵۹ ه‍.ق (۱۳۵۹ م) است. یک فرمان به زبان فارسی به‌سال ۷۷۳ ه‍.ق (۱۳۷۲ م) و مربوط به دوره جلایریان نیز موجود است که پشت فرمان یک سطر به زبان مغولی و خط اویغوری نوشته شده است.

## ترجمه‌ها
در دوره امپراتوری مغول تعدادی از آثار علمی و ادبی مردمان تابع به زبان مغولی ترجمه شدند. از میان این آثار احتمال می‌رود که کلیله و دمنه و داستان اسکندر از فارسی به مغولی ترجمه‌شده باشند. به‌طورمشابه بخشی از درون‌مایه تاریخ‌نگاری مغولی در قالب منابعی چون آلتان دبتر و به‌احتمال زیاد تاریخ سری مغولان نیز از طریق ترجمه به منابع تاریخی فارسی راه پیدا کرد.

## وام‌واژه‌ها

### زبان فارسی
حاکمیت به‌نسبت طولانی‌مدت مغولان بر ایران طی سده‌های ۷ و ۸ ه‍.ق (۱۳ و ۱۴ م)، باعث ورود شمار قابل‌ملاحظه‌ای وام‌واژه مغولی به زبان فارسی شد. این موضوع نخست از طریق منابع دولتی و تاریخ‌نگاری و سپس از طریق ادبیات و شعر خود را نشان داد. بیشتر وام‌واژه‌های مغولی پس از پایان حکومت مغول از کاربرد افتاده و منسوخ شدند. پوربهای جامی شاخص‌ترین شاعر فارسی‌سرایی است که اشعارش را با بهره‌گیری از واژگانی با ریشه ترکی-مغولی سرود.
امروزه ایجاد تمایز میان وام‌واژه‌های ترکی و مغولی در زبان فارسی تا حدودی دشوار است و گاهی در واژه‌نامه‌های شناخته‌شده نیز در این‌باره نوعی سردرگمی وجود دارد. ازجمله وام‌واژه‌های مغولی که امروزه در فارسی کاربرد دارند می‌توان به «جلو»، «مَرال (مارال)» و «نوکر» اشاره نمود. ولی واژه «تومان» که به‌طور عمومی یک وام‌واژه مغولی شناخته می‌شود، در اصل یک وام‌واژه تخاری (با منشأ به‌احتمال زیاد چینی) است که در ابتدا به ترکی و مغولی و سپس از طریق آن‌ها به فارسی راه پیدا کرده است. ورود وام‌واژه‌ها یک‌طرفه نبود و طی دوره حکمرانی مغول‌ها، تعدادی واژه فارسی مانند «باغ»، «زندان» و «دانشمند» به مغولی میانه راه یافتند. تبادل وام‌واژه‌ها میان این دو زبان گاهی به‌واسطه زبان‌های ترکی صورت گرفته است. آن دسته از اسناد مغولی که به اواخر دوره ایلخانی و دوره جلایری متعلق‌اند، تعداد قابل‌توجه‌ای وام‌واژه فارسی و عربی در خود دارند.

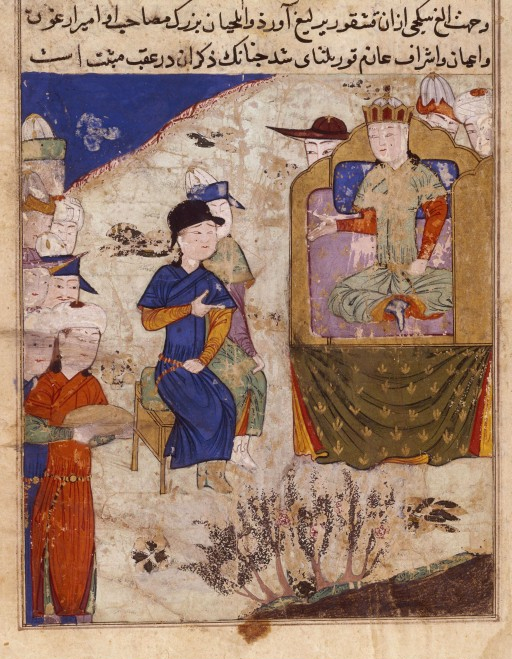
اصطلاح مغولی «قوریلتای» روی برگی از تاریخ جهانگشای جوینی

ورود تعدادی از وام‌واژه‌های ترکی-مغولی که در طی دوره ایلخانی و حتی پیش از آن وارد زبان فارسی شدند، نه از طریق مغولی، بلکه از طریق ترکی بوده است. برای نمونه، دو اصطلاح کلیدی «یرلیغ» و «یاسا / یاساق»، که به‌طور مشخص اگر از طریق مغولی به فارسی راه پیدا می‌کردند، می‌بایستی در منابع تاریخی و ادبی فارسی به‌صورت‌های «جرلیغ» و «جاساغ» ثبت می‌شدند. نوع ترکی که این واژگان از طریق آن به فارسی وارد شده‌اند، قارلقی است؛ به این دلیل که در ابتدای شکل‌گیری حکومت مغولان، تعدادی از اهالی ترکستان شرقی به‌عنوان کارگزار به‌خدمت آن‌ها درآمدند و به‌نظر می‌رسد که ترکی قارلقی دست‌کم تا اواخر دوره ایلخانان، مورد استفاده بوده است.
بنابر یک ارزیابی، ۱۰ درصد واژگان موجود در گویش فارسی هزارگی دارای منشأ مغولی هستند. موضوعی که از نقش تاریخی مغولان در شکل‌گیری هویت قومی و زبانی مردم هزاره امروزی متأثر است.

### زبان ترکی آذربایجانی
تعداد واژه‌هایی که از زبان مغولی به زبان ترکی آذربایجانی و دیگر گویش‌های ترکی موجود در ایران راه یافته‌اند، کم نیستند. واژه‌هایی مانند «یکه / yekə» (بزرگ)، «هوندور / hündür» (بلند)، «قابیرغا / qabırğa» (دنده) و «شیلان / şilan» (مهمانی، ولیمه). حضور مغولان در منطقه آذربایجان سبب مغولی‌شدن برخی جای‌نام‌های این منطقه شد. شناخته‌شده‌ترین این موارد، نام‌های «جغاتو» و «تاتائو» هستند که به‌ترتیب برای زرینه‌رود و سیمینه‌رود به‌کار می‌روند. برای مدتی، قزل‌اوزن نیز با نام مغولی «هولان‌موران» شناخته می‌شد. شبه‌جزیره آب‌شوران در خاک جمهوری آذربایجان امروزی، که زمانی سکونتگاه قشلاقی قبایل مغول بود نیز چند جای‌نام مغولی دارد. نام شهر سومقاییت، از بزرگ‌ترین شهرهای کشور آذربایجان، از نام قبیله مغولی «سوگااوت (ساگاییت)» گرفته‌شده، و منشأ نام‌های شهرهای الت و جورات نیز به دو قبیله مغولی با همین نام‌ها بازمی‌گردد.

## نمونه متن
- نامه غازان خان به پاپ بونیفاس هشتم:[یادداشت ۵][۳۴]

لاتین‌نویسی متن مغولی:
Γasan üge manu. Bab-a Urida ber Bisqarun-iyar činu ilegsen duradqal sayin üges bičig bidandur kürbe qariγu inu ber Kökedei Küregen. Bisqarun. Tümen γurban-iyar. ǰ(a)rl(i)γ ilelegei. Edüge ber bügesü mön kü yosuγar turbiǰu amui Ta ber čerigüd-iyen ǰasaǰu irgen irgen-ü sultad-tur ileǰü bolǰal ülü qoǰidan. t(e)ngri-yi ǰalbariǰu yeke üile-yi uγuγata nigen ǰug bolγay-a kemen. ede Sadadin Sinanadin Samsadin-i ilebei. Ta ber. t(e)ngri-yi ǰalbariǰu čerigüd-iyen ǰasadqun Bičig manu doluγan ǰaγud nigen od-tur bars ǰil qabur-un ečüs sara-yin arban dörben-e Qos Qabuγ-a büküi-dür bičibei.
ترجمه فارسی:
سخنی از ما غازان، برای پاپ. پیشنهادها، سخنان خوب و نامه‌ای که به‌واسطه بوسکارلو فرستادید را دریافت کردیم و در پاسخ، از طریق هر سه (این افراد)، کوکدیی گورکان (داماد)، بوسکارلو و تومان، فرمان صادر کردیم. اکنون طبق برنامه مشغول آماده‌سازی هستیم. شما نیز سپاهیان خود را آماده کنید، سلاطین ملت‌های گوناگون (مسیحی) را فراخوانید و تاریخ توافق‌شده را از دست ندهید. با توکل به خدا، بنا داریم این کار بزرگ (جنگ با ممالیک) را به‌سرانجام برسانیم. با بیان (این)، این‌ها را که سعدالدین، سنان‌الدین و شمس‌الدین باشند (به‌عنوان سفیران) روانه کردیم. شما نیز با توکل به خدا، سپاهیان خود را مهیا سازید. ما نامه خود را در سال هفتصدویک (ه‍.ق)، سال ببر نوشتیم. در چهاردهمین روز از واپسین ماه بهار (۱۲ آوریل ۱۳۰۲ م)، هنگام منزل در قُس‌قابوغ.